# Зимин, Евгений Дмитриевич
Евгений Дмитриевич Зимин (1923—1975) — лейтенант Советской Армии, участник Великой Отечественной войны, Герой Советского Союза (1944).

## Биография
Евгений Зимин родился 11 октября 1923 года в Твери. Окончил семь классов школы. В июле 1941 года Зимин был призван на службу в Рабоче-крестьянскую Красную Армию. С сентября того же года — на фронтах Великой Отечественной войны. К июню 1944 года гвардии старшина Евгений Зимин командовал отделением 52-й гвардейской отдельной разведроты 51-й гвардейской стрелковой дивизии 6-й гвардейской армии 1-го Прибалтийского фронта. Отличился во время освобождения Витебской области Белорусской ССР.
В ночь с 24 на 25 июня 1944 года Зимин вместе с разведгруппой переправился через Западную Двину и провёл разведку, установив численность и расположение войск противника в районе деревни Малые Щетьки Шумилинского района. 25 июня отделение Зимина под массированным огнём противника переправилось через Западную Двину и захватило плацдарм на её западном берегу. Зимин со своими товарищами в течение восьми часов держали оборону, отбив 4 немецкие контратаки, уничтожили 2 пулемёта противника. Действия отделения Зимина способствовали успешной переправе на плацдарм основных сил.
Указом Президиума Верховного Совета СССР от 22 июля 1944 года за «мужество и героизм, проявленные при форсировании реки Западная Двина и удержании плацдарма на её западном берегу» гвардии старшина Евгений Зимин был удостоен высокого звания Героя Советского Союза с вручением ордена Ленина и медали «Золотая Звезда» за номером 3844.
После окончания войны Зимин продолжил службу в Советской Армии, окончил танково-техническое училище. В 1947 году в звании лейтенанта он был уволен в запас. Проживал и работал в Калинине, позднее переехал в Новосибирск. Умер 8 мая 1975 года, похоронен на Заельцовском кладбище Новосибирска.
Был также награждён орденом Славы 3-й степени и рядом медалей.